# Ерленбах-ім-Зімменталь
Ерленбах-ім-Зімменталь (нім. Erlenbach im Simmental) — громада  в Швейцарії в кантоні Берн, адміністративний округ Фрутіген-Нідерзімменталь.

## Географія
Громада розташована на відстані близько 34 км на південь від Берна.
Ерленбах-ім-Зімменталь має площу 36,7 км², з яких на 3,5% дозволяється будівництво (житлове та будівництво доріг), 50,6% використовуються в сільськогосподарських цілях, 38% зайнято лісами, 8% не є продуктивними (річки, льодовики або гори).

## Демографія
2019 року в громаді мешкало 1733 особи (+1,7% порівняно з 2010 роком), іноземців було 5,8%. Густота населення становила 47 осіб/км².
За віковим діапазоном населення розподілялося таким чином: 17,7% — особи молодші 20 років, 59,6% — особи у віці 20—64 років, 22,7% — особи у віці 65 років та старші. Було 795 помешкань (у середньому 2,1 особи в помешканні).
Із загальної кількості 700 працюючих 136 було зайнятих в первинному секторі, 123 — в обробній промисловості, 441 — в галузі послуг.